# Ceratomerus globosus
Ceratomerus globosus är en tvåvingeart som beskrevs av Sinclair 2003. Ceratomerus globosus ingår i släktet Ceratomerus och familjen Brachystomatidae. Inga underarter finns listade i Catalogue of Life.